# 동백림 사건
동백림 사건(東伯林事件) 또는 동베를린 사건(東Berlin事件)은 1967년 7월 8일, 중앙정보부에서 발표한 간첩단 사건이다.
당시 중앙정보부는 대한민국에서 독일과 프랑스로 건너간, 194명에 이르는 유학생과 교민 등이 동베를린의 북한 대사관과 평양을 드나들고 간첩교육을 받으며 대남적화활동을 하였다고 주장하였다. 중앙정보부가 간첩으로 지목한 인물 가운데 유럽에서 활동하던 작곡가 윤이상과 화가 이응노, 천상병 시인도 동백림사건에 연루되어 고문을 당하였다.
중앙정보부 요원들은 간첩으로 지명한 교민과 유학생을 서독에서 납치해 강제로 대한민국으로 송환했었다. 이 때문에 대한민국은 당시 서독 정부와 외교문제를 빚기도 했다.
1967년 12월 3일 선고 공판에서 관련자 가운데 34명이 유죄판결 받았으며 윤이상은 무기징역을 선고 받았는데, 유럽에서 활동하는 음악인과 독일연방공화국 정부가 박정희에게 항의하여 복역 2년 만에 석방되었다.
국가정보원 과거사건 진실규명을 통한 발전위원회는 2006년 1월 26일에, 당시 정부가 단순 대북접촉과 동조행위를 국가보안법과 형법상의 간첩죄를 무리하게 적용하여 사건의 외연과 범죄사실을 확대·과장했다고 밝히고, 사건 조사 과정에서의 불법 연행과 가혹행위 등에 대해 사과할 것을 정부에 권고했다.

## 시대적 배경
- 1960년대 후반은 북한이 사회주의적 산업화의 초기효과에 의해 경제발전 정도에서 대한민국보다 앞서 있었다는 평가를 받았던 시기이며 대한민국은 박정희 정권이 추진해온 수출주도형 산업화가 본격적으로 그 효과가 나타나기 전이다.
- 대한민국은 경제발전에 필요한 외화획득을 위해 서독에 광부(1963년 12월)와 간호사(1966년 10월)를 파견하였고, 이들은 유학생들과 더불어 재유럽한인사회를 형성하게 되었다.
- 국내정치상황으로는 박정희 대통령이 1967년 재선에 성공하였으나 1971년 정권을 내놓아야 하는 상황에서 장기집권을 위해서는 헌법을 고쳐 대통령의 3선이 가능하도록 만들어야 했다. 때문에 박정희 정권을 1967년 6월 8일 국회의원 선거에서 개헌이 가능한 2/3 이상의 의석을 획득하는 것이 절박한 과제로 제기되었다. 이와 관련 1967년 6.8 선거에서 박정희 정권은 모든 수단을 동원해 2/3 의석을 차지하는데 성공했고, 야당과 대학생들이 6.8 부정선거에 대해 대규모 규탄시위를 전개하자, 정부는 6.16일 기준 30개 대학과 148개 고등학교를 임시 휴업시키는 등 박정희정권의 장기집권을 둘러싼 분기점에 놓여 있었다.

## 전개
1950년대 후반 유럽 거주 한국인들은 대부분 1950년대에 한국을 떠난 지식인들로서 한국을 떠나올 당시 고국의 부정부패 및 정쟁경화 등에 대한 비판적 시각을 견지하고 있던 중 유학생들을 중심으로 정부의 외환송금 제한 조치 등으로 인해 심각한 경제난에 시달렸었다. 또한 당시 동 · 서베를린은 상당 수준 자유왕래가 이루어졌고 서독지역에 비해 상대적으로 저렴한 식료품 및 서적 구입 등의 이유로 공산권 지역인 동베를린을 출입하였다. 이에 반해 북한은 1957년부터 동 · 서통행이 용이한 동베를린을 물색, 거점화하였는데 초기에는 북한의 발전상을 보여주는 화보, 평화통일 방안 선언문, 최고회의 연설문 들의 선전물을 운송 곧이어 동독대사관에 대남 활동 실무자를 파견하여 한국인들을 직접 접촉, 평화통일 방안을 선전하고 북한방문을 권유 및 주선하였다.
이 같은 상황에서 동베를린 북한공작원과 한국인의 직접 접촉이 여러 경로를 통해 급속 확산되었고 다수의 한국 유학생 및 장기 체류자들이 한국음식 접대 등 북측의 관심 및 환대에 대한 기대, 재북가족 소식 탐문, 북측 평화통일 방안에 대한 관심등으로 인해 동베를린을 왕래하기 시작했으며 일부는 방북 · 노동당 입당 · 특수교육 이수 내지 북측 요청사항을 이행하였다. 1966년 서독파견간호원 제1진으로 건너갔던 정완순의 유고 국적 남자와 결혼문제가 사회문제화 된 것을 계기로 한국인의 공산권 출입현황에 대한 점검 필요성이 대두되었다. 1967년 4월 14일 서독 주재 조선일보 이기양 특파원이 체코 프라하 개최 「제5회 세계여자농구선수권대회」 취재차 체코 입국 이후 실종된 사건이 발생하였는데 중정은 1967년 4월 24일 한국여자농구선수단 이재학 감독을 통하여 최초로 이기양 기자 실종사실을 확인하고 행방을 추적하는 한편, 이 기자가 외국환관리법 위반 협의로 프라하 형무소에 구금되어 있다는 첩보를 입수하였다. 한편 서독 유학 후 국내 대학교수로 활동 중이던 임석진은 이 기자의 실종사건이 국내신문에 보도되자 북한이 이 기자를 납치한 것으로 확신, 자신에게도 납치 등 위해가 가해 질 것을 염려하고 자신의 대북접촉 전력 노출에 대한 불안감이 증폭되어 자수하기로 결심하였으며 독일 유학시부터 개인적으로 알고 지내던 홍세표에게 대략적인 내용을 설명한 뒤 정부 주요인사화의 접촉을 주선해 줄 것을 요청하였다.
홍세표는 박정희에게 관련사실을 제보한 뒤 임석진과 면담을 약속받았으며, 5월 17일 임석진에세 "누구를 만나기로 했다"고만 언급하고 임교수를 청와대로 안내하였다. 임석진은 1967년 5월 17일 오후 3시부터 2시간동안 홍세표의 배석하에 대통령을 면담하고 유럽 유학생들의 대북 접촉상황을 직접 진술하였다. 대통령은 임 교수의 이야기를 듣고 "신변에 불이익이 없도록 하겠다. 중정 수사에 협조해라"고 언급하고 진술내용을 서면 제출토록 요구 하여 임석진은 5월 22일 원고지 200매 분량의 글을 작성하여 홍세표를 통해 대통령에게 제출하였다.
박대통령은 김형욱 중정부장에게 임교수에 대한 조사를 지시하고 중정은 임석진을 조사하여 일명 「V-318」 수사를 시작하고, 중정은 임석진에 대한 조사를 통해 대공 혐의자 40여명의 명단 및 대북 접촉 내용을 파악, 대통령에게 보고하였다. 이후 중정은 임석진 및 임의 제보인물에 대한 수사를 본격화하면서 해외거점에서 역공작하는 방안과 수사관들을 해외에 파견, 일망타진하는 방안을 병행 검토하다가 6월 초에 이르러 국내외 관련자 40여명을 대상으로 한 수사 계획( 「V-318」 공작)을 수립하고, 6월 7일 해외 혐의자 23명을 체포, 국내 연행하기 위한 「GK-6717공작계획」 일명 「GK-공작」을 수립하였다. 이후 6월 5일부터 국내 거주 사건 관계자를 연행하기 시작한데 이어 6월 20일 이후 독일 등지의 해외 혐의자에 대한 소환을 시작하였다. 6월 19일부터 중정뿐만 아니라 검찰  · 경찰  · 군 방첩대까지 참여하는 합동수사본부가 발족, 운영되었다.

## 관련자
| 구분        | 구분        | 총계 | 국내 | 서독 | 프랑스 | 미국 | 영국 | 기타 | 비고      |
| ----------- | ----------- | ---- | ---- | ---- | ------ | ---- | ---- | ---- | --------- |
| 입 건       | 기소        | 44   | 26   | 11   | 3      | 3    |      | 1    | 국외 18명 |
| 입 건       | 불기소      | 22   | 13   | 3    | 4      |      | 2    |      | 국외 9명  |
| 입 건       | 계          | 66   | 39   | 14   | 7      | 3    | 2    | 1    |           |
| 협의자      | 협의자      | 61   | 20   | 26   | 7      | 2    | 3    | 3    |           |
| 포섭 대상자 | 포섭 대상자 | 76   | 53   | 17   | 2      | 1    |      | 3    |           |
| 계          | 계          | 203  | 112  | 57   | 16     | 6    | 5    | 7    |           |

혐의자 명단
- 임석진(36, 명지대조교수 · 철학박사)
- 정하용(34, 경희대조교수 · 철학박사)
- 조영수(34, 전동국대학 및 외대 강사)
- 천병희(29, 서울대사대전임강사 · 불문학석사)
- 황성모(42, 서울대문리대부교수 · 철학박사)
- 최창진(41, 전북대문리대조교수)
- 강빈구(35, 서울대상대조교수 · 법학박사)
- 김중환(44, 서울대의대조교수 · 한일병원피부과과장)
- 강하이드른(28, 서강대전임강사)
- 김종대(34, 프랑크푸르트대강사)
- 정규명(39, 프랑크푸르트대이론물리과재학)
- 강성종(35, 미국노트르담대회학연구소원 · 이박)
- 주석균(65, 농업문제연구소장)
- 장덕상(32, 중앙일보파리특파원)
- 이응노(63, 재불화가)
- 윤이상(50, 재서독음악가 · 전서독한인회장)
- 박민종(50, 재서독음악가 · 전서독한인회장)
- 이희세(37, 재불화가)
- 공광덕(36, 오 살스부르크 대학생)
- 노봉유(38, 재불유학생)
- 조상권(33, 재불유학생회장)
- 박협(30, 재불변호사)
- 이순자(37, 국회도서관직원 · 정화용 처)
- 어준(41, 현대계장회사전무)
- 김광옥(31, 동양 카프로락탐 기술과장)
- 정성배(42, 정박 · 재불)
- 방준(33, 재불TWA항공회사근무)
- 김옥희(30, 공무원)
- 어원 (50, 외기노조오산지구상무)

## 최종심/재상고심 판결사항
최윤모 대법원판사가 상고심 중이던 1968년 8월 12일 대법원장에게 건강과 경제사정 등 개인적인 이유로 사표를 제출했다고 밝힌 가운데 "시기적으로 적당치 않은 느낌이 있으나 이 사건 판결과는 아무런 관련이 없다"고 한 가운데 서울고등법원 김병룡 부장판사도 최윤모와 함께 변호사 개업을 위해 사표를 낸 가운데 대법원 형사부 제3부(재판장 김치걸 주심 주운화 배심 사광욱)는 1968년 7월 30일 상고심 선고공판을 열고 "피고인들이 해외 유학생 명단이나 남한의 막연한 실태를 북에 제보한 것은 구체적인 군사기밀을 제보한 것이 아니기에 적을 이롭게 했다는 반공법 제4조 제1항을 적용해야 하나 국가보안법 군사목적수행과 형법 간첩죄를 적용한 것은 잘못이며 북의 지령을 받았더라도 실행의사와 목적없이 귀국했다면 잠입죄 적용할 수 없음에도 증거없이 사실을 인정한 것은 위법하고 임석훈이 법률상 자수는 아니더라도 범죄의 고백과 수사상 협조 등으로 보아 준자수에 해당됨에도 사형선고한 것은 부당하다"는 이유로  항소심에서 사형이 선고된 정규명 정하용 임석훈, 징역 10년이상이 선고된 10명, 징역 3년 6월이 선고된 김성칠, 정상구 등 12명에 대해 "법 적용의 잘못이며 증거없이 사실을 인정해 중형을 선고하는 등 양형부당의 위법이 있다"고 하면서 원심을 파기하고 서울고등법원으로 환송하면서 이응로 등 9명에 대해 "이유없다"며 상고를 기각했다. 서울고등법원에서의 파기환송심을 거쳐 대법원 형사부(재판장 방순원 주심 유재방)는 1969년 3월 30일 선고공판을 열고  "원심판결이 정당하다"며  정하용과 정규명에게 원심대로 사형, 조영수에게 무기징역 등을 확정하였고 1966년 6월 임석훈 집에서 서신연락장소를 협의한 증거가 없는 천병희, 1963년 2월 이원찬의 지령을 받고 귀국해 잠입죄 소급 적용한 강빈구, 범행에 관계없는 예금통장을 위법하게 몰수한 김중환에 대해서 일부 유죄를 파기하고 확정했다.
- 사형: 정규명(41세), 정하용(36세)
- 무기징역: 조영수(36세)
- 유기징역

어준(41세 현대계장 주식회사 전무) 징역15년 자격정지15년
임석훈 징역15년 자격정지15년
천병희(30세) 징역10년 자격정지10년
강빈구(36세) 징역10년 자격정지10년
윤이상 징역10년 자격정지10년
최정길 징역10년 자격정지10년
김중환(46세 한일병원 피부과장) 징역7년 자격정지7년
정상구(32세 워싱턴대 유학생) 징역3년6월 자격정지3년6월 등 6명 징역7년 이하
- 집행유예: 7명(구형이 10년이상인 김옥희, 강혜순은 상고기각이후 석방)
- 선고유예: 1명
- 형면제: 3명

- 1970년 광복절을 기해 서독 및 프랑스와의 외교마찰 해소차원에서 사건 관계자에 대한 잔형 집행을 면제, 정규명, 정하룡 등 사형수까지 모두 석방

## 국정원 진실위원회의 조사
국가정보원 과거사건 진실규명을 통한 발전위원회 또는 국정원 진실위는 2004년 11월 2일 출범하여 과거 국정원과 관련된 의혹사건 조사를 위한 민·관 합동기구이다.

### 조사일정
- 2005년 2월 3일 위원회에서 동백림 사건을 1차 조사대상 사건7건중 1개로 선정, 담당 조사위원 및 조사관 배치 완료
- 2005년 2-3월간 조사 로드맵 확정 및 공개자료 수집 · 분석
- 2005년 4-7월간 국정원 및 타 기관 보유 관련 기록 수집 · 분석
- 2005년 7-10월간 국내외 사건 참고인 섭외 및 면담

### 조사내용
- 자료 조사

국정원 보유 자료: 총 3만 4,169매
타 기관 보유 자료: 4만 3,529여매
국가기록원: 3,781매
서울지검: 3만 1,700매
외교통상부: 1,098매
국사편찬위원회: 7,000매
- 면담 조사: 총 47회, 47명 면담

2005년 3-11월간 당시 사건 관련자 및 유족26명 변호사2명 검사1명 판사1명 중정·군 방첩대 직원12명 기타 5명

## 참고 자료
- 국정원 진실위 종합보고서 -II. 주요 의혹사건편 上편
- 북괴대남적화공작단 사건 발표문